# Alexander Bain (Uhrmacher)

Alexander Bain (1811–1877)

Alexander Bain (* 12. Oktober 1811 in Watten, Caithness; † 2. Januar 1877 in Kirkintilloch, East Dunbartonshire) war ein schottischer Uhrmacher und Erfinder. Alexander Bain baute 1841 die erste elektrische Uhr und meldete 1843 den Kopiertelegraphen – einen Vorläufer des Faxgerätes – zum Patent an. Hierfür entwickelte er die einfachen Grundlagen der elektrischen Bildzerlegung und damit eine Basis für Telefax und Fernsehen. Die Bezeichnung als „Telegraph“ ist heute sachlich falsch, da keine Codierung des Abtastsignals erfolgte.

## Angemeldete Patente
- Bain erhielt 1841 gemeinsam mit John Barwise ein Patent für eine elektrische Uhr
- 1843 – Patent für einen Kopiertelegrafen (Patent-Nr. 9.745). Der erste kommerzielle Dienst zur bildlichen Dokumentenübermittlung wurde 1865 zwischen Paris und Lyon eingerichtet („pantélégraphes“); ab 1906 benutzten Zeitungen das System, um Fotos zu übertragen.
- 1846 – Patent für einen chemischen Telegraphen. Da beim Morsetelegraph die Signalaufzeichnung mit einem mechanisch bewegten Stift verhältnismäßig langsam war (ca. 40 Wörter pro Minute), ließ Bain den elektrischen Strom des Übertragungssignals unmittelbar auf einen durchlaufenden, mit einer Mischung aus Ammoniumnitrat und Kaliumferrocyanid getränkten Papierstreifen einwirken, wo er eine blaue Markierung hinterließ. Damit steigerte er die Übertragungsgeschwindigkeit erheblich. Bei einer Vorführung übertrug das System 282 Wörter in 52 Sekunden. Da eine solche Geschwindigkeit nicht mit manueller Signaleingabe zu erreichen war, benutzte Bain dafür Lochstreifen, wogegen Samuel Morse gerichtlich vorging, weil er seine Patente dadurch verletzt sah.
- 1849 – Patent für ein System zur Aufzeichnung telegraphischer Nachrichten auf eine Papierscheibe